# Piotr Rodowicz
Piotr Rodowicz (* 31. Juli 1954 in Warschau) ist ein polnischer Jazzmusiker (Kontrabassist) und Bandleader.

## Leben und Wirken
Rodowicz studierte zunächst Theologie an der Akademie für Katholische Theologie in Warschau bis zum Abschluss 1980. Von 1981 bis 1983 nahm er Unterricht bei Jazz Mobile in Harlem bei Reggie Workman. Zwischen 1984 und 1987 leitete er das Quartett In Tradition. Anschließend zog er nach Boston, um am Berklee College of Music zu studieren, wo er 1990 seinen Abschluss machte. Während seines Aufenthalts in Boston hatte er Gelegenheit, mit Joshua Redman, Geoff Keezer, Kurt Rosenwinkel, Jorge Rossy und Walter Davis aufzutreten. Zurück in Polen leitete er eine Reihe von Gruppen; 1992 gründete er mit Robert Majewski, Maciej Sikała und Kazimierz Jonkisz das Mingus Mingus Quartett. Die Band nahm ein gleichnamiges Album auf (Gowi 1994), das im Jazz Forum die höchste Bewertung erhielt, und spielte zahlreiche Konzerte, unter anderem 1995 beim Jazz Jamboree. 1995 entstand ein weiteres Quartett, Tribute to Monk (mit Zbigniew Brzyszcz am Tenorsaxophon, Krzysztof Herdzin am Klavier und Kazimierz Jonkisz am Schlagzeug), das auf dem Album We Mean Monk (1997) dokumentiert wurde. 1997 gründete er das Tentett Przyjaciele mit Musikern wie Janusz Muniak, Adam Kawończyk, Bogdan Hołownia, Janusz Skowron, Artur Dutkiewicz, Zbigniew Wegehaupt, Kazimierz Jonkisz und Michał Miśkiewicz.
Rodowicz war zwischen 1996 und 1998 Mitglied des kollaborativen Dream Seller Quartet, das 1997 Aufnahmen machte. 1997 schloss er sich mit dem Geiger Maciej Strzelczyk und dem Gitarristen Krzysztof Woliński zum World Strings Trio zusammen, das das Erbe von Stephane Grappelli und Django Reinhardt zelebrierte; das Trio hat mehrere Alben veröffentlicht (zunächst 1998 Grappeling bei Pomaton) und ist auf zahlreichen europäischen Festivals aufgetreten. Mit Strzelczyk und dem Pianisten Jarek Małys veröffentlichte er 2002 Jazz Ballads for Trio bei Not Two Records. 2003 gründete er das Peter Pan Trio, das sich der polnischen Musik in einer Latin-Jazz-Version widmet. 2006 nahm er zusammen mit Tomasz Filipczak und der Band Przyjaciele das Album Seweryn Krajewski Smooth Jazz auf und produzierte es. Das 2007 veröffentlichte Album wurde in Polen ein großer Erfolg und erhielt eine Goldene Schallplatte. 2018 erschien das Nachfolgealbum Seweryn Krajewski Smoothjazz 2. 2020 veröffentlichte er mit Przyjaciele bei Soliton das Album Razem Na Tej Ziemi, 2021 Zapomniani Kompozytorzy Polscy 2, das sich Kompositionen von Władysław Daniłowski und Zygmunt Wiehler widmet. Mit Maciej Strzelczyk und dem Gitarristen Romuald Erenc war er auch mit einem Chopin-Programm unterwegs. Weiterhin arbeitete er mit Janusz Muniak, Tomasz Szukalski, Janusz Skowron und anderen zusammen.
Rodowicz promovierte nach einem weiteren Abschluss (2005 an der Musikakademie Katowice) an der Hochschule für Musik in Wrocław. 1992 gründete er zusammen mit Henryk Majewski die Jazzabteilung an der späteren Fryderyk-Chopin-Universität für Musik in Warschau, wo er dann unterrichtete. Er hat zudem Filmmusiken für die Dokumentarserie Dziękujemy za Solidarność komponiert und Beiträge für Jazz Forum geschrieben.

## Lexikalische Einträge
- Adam Cegielski & Barry Kernfeld: Rodowicz, Piotr New Grove Dictionary of Jazz 2002 (Oxford Music Online)